# とん税法
とん税法（とんぜいほう、昭和32年3月31日法律第37号）は、とん税の納税義務者、課税標準、税率、非課税、申告および納付の手続その他に関する日本の法律である。
法令番号は昭和32年法律第37号。旧噸税法（明治32年法律第88号）を全文改正して制定された。1957年（昭和32年）3月31日に公布された。制定年代が古く、酒税法と同じく、趣旨規定がなく、第1条で「外国貿易船の開港への入港には、この法律により、とん税を課する。」と規定する。

## 構成
- 第一条　（課税物件）
- 第二条　（定義）
- 第三条　（課税標準及び税率）
- 第四条　（納税義務者）
- 第五条　（申告による納付）
- 第六条　（更正及び決定等）
- 第七条　（非課税）
- 第八条　（純トン数の測度）
- 第九条　（担保）
- 第十条　（関税法等の準用）
- 第十条の二　（権限の委任）
- 第十条の三　（行政手続法の適用除外）
- 第十一条　（不服申立て）
- 第十二条　（罰則）
- 第十三条　（両罰規定）
- 第十四条　（犯則事件の調査及び処分）
- 附　則

## 下位法令
- とん税法施行令 - e-Gov法令検索
- とん税の納付書の様式を定める省令 - e-Gov法令検索
- とん税及び特別とん税基本通達